# Денюшин Олег Олександрович
Олег Олександрович Денюшин — молодший сержант Збройних Сил України, учасник російсько-української війни, що загинув у ході російського вторгнення в Україну в 2022 році.

## Життєпис
Олег Денюшин народився 29 вересня 1979 року в місті Трускавець на Львівщині. Навчався у місцевій загальноосвітній школі № 1. Пізніше працював у залізничному депо в Дрогобичі. У 2015—2016 році брав участь у війні на сході України, ніс військову службу за контрактом, був учасником АТО (ООС). З початком повномасштабного російського вторгнення в Україну перебував на передовій. Обіймав військову посаду навідника 2-го механізованого відділення 1-го механізованого взводу 9-тої механізованої роти 3-го механізованого батальйону військової частини А0998. Загинув у бою близько 13:30 30 березня 2022 року, внаслідок обстрілу з танка передових позицій. Тіло загиблого зустрічали біля каплиці церкви святого Миколая в рідному Трускавці на Львівщині 6 квітня 2022 року. Чин прощання із загиблим відбувся наступного дня 7 квітня.

## Нагороди
- Орден «За мужність» III ступеня (2022, посмертно) — за особисту мужність і самовіддані дії, виявлені у захисті державного суверенітету та територіальної цілісності України, вірність військовій присязі[5].